# Dichiarazione di Astrachan'
La Dichiarazione di Astrachan' è un accordo sottoscritto il 27 ottobre 2010 nella città russa di Astrachan' tra i presidenti dell'Armenia e dell'Azerbaigian sotto la mediazione del presidente della Federazione Russa.
Esso riguarda taluni aspetti umanitari legati al contenzioso tra i due stati dopo la prima guerra del Nagorno Karabakh ed in particolare lo scambio dei prigionieri di guerra e la restituzione dei corpi dei soldati caduti attraverso la collaborazione del Gruppo di Minsk dell'OSCE e della Croce Rossa Internazionale.
La dichiarazione è stata salutata con soddisfazione sia da parte azera che da parte armena nonché da parte degli altri stati membri del Gruppo di Minsk.
Per quanto non abbia modificato lo scenario politico relativo al contenzioso sul Nagorno Karabakh la Dichiarazione di Astrachan' rappresenta tuttavia un piccolo passo avanti se non altro in chiave umanitaria ed è il primo documento sottoscritto dalle parti dopo la firma della Dichiarazione di Maiendorf.